# Березник (Озерницкое сельское поселение)
Березник — упразднённая в 2018 году деревня в Слободском районе Кировской области России. Входила в состав Озерницкого сельского поселения.

## География
Деревня находится на севере центральной части Кировской области, в подзоне южной тайги, на расстоянии приблизительно 60 километров (по прямой) к северу от города Слободского, административного центра района.

## Климат
Климат характеризуется как континентальный, с продолжительной холодной многоснежной зимой и умеренно тёплым летом. Среднегодовая температура — 1,5 °C. Средняя температура воздуха самого холодного месяца (января) составляет −14,2 °C (абсолютный минимум — −45 °С); самого тёплого месяца (июля) — 17,8 °C (абсолютный максимум — 35 °С). Безморозный период длится в течение 120—125 дней. Годовое количество атмосферных осадков — 550—600 мм, из которых около 70 % выпадает в тёплый период. Снежный покров устанавливается в конце октября и держится около шести месяцев.

## История
Известна была с 1891 года.
Снята с учёта 21.12.2018.

## Население
| 2010 |
| ---- |
| 0    |

В 1905 г. 86 жителей, в 1926 г. — 99, в 1950 г. — 86, в 1989, 2002, 2010 — опустевшая деревня.

## Инфраструктура
Было личное подсобное хозяйство. В 1905 г. отмечено 13 дворов, в 1926 г. — 15, в 1950 г. — 21.

## Транспорт
Просёлочная дорога.